# تست خستگی
تست خستگی یک شکل تخصصی از تست مکانیکی است که با اعمال بارگذاری چرخه‌ای بر روی یک کوپن یا سازه انجام می‌شود. این آزمایش‌ها یا برای تولید عمر خستگی و داده‌های رشد ترک، شناسایی مکان‌های بحرانی و یا برای نشان دادن ایمنی سازه‌ای که ممکن است مستعد خستگی باشد استفاده می‌شوند. تست خستگی بر روی طیف وسیعی از قطعات از نمونه بریده‌شده گرفته تا کالاهای مورد تست با اندازه کامل مانند خودرو و هواپیما استفاده می‌شود.  

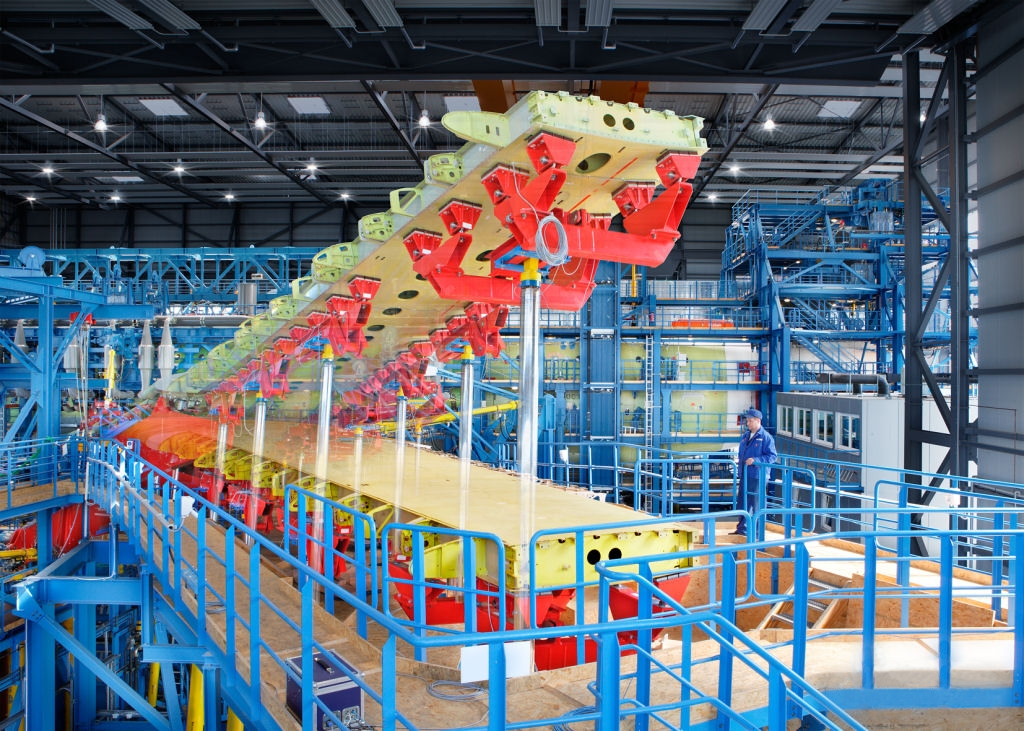
تست خستگی IABG بال ایرباس A380. این بال در مجموع 47500 پرواز آزمایش شد که 2.5 برابر تعداد پروازها در 25 سال فعالیت است. هر پرواز 16 ساعته 11 دقیقه طول می‌کشد تا روی دکل تست خستگی شبیه‌سازی شود.

تست‌های خستگی روی نمونه‌های بریده‌شده معمولاً با استفاده از دستگاه‌های تست سروو هیدرولیک انجام می‌شوند که قادر به اعمال بارهای چرخه‌ای با دامنه متغیر بزرگ هستند.  تست دامنه ثابت می‌تواند توسط ماشین‌های نوسانی ساده‌تر نیز اعمال شود. عمر خستگی یک نمونه تعداد چرخه‌هایی است که برای شکستن نمونه طول می‌کشد. این داده‌ها را می‌توان برای ایجاد منحنی‌های استرس-زندگی یا کرنش-زندگی استفاده کرد. سرعت رشد ترک در یک نمونه را می‌توان در طول آزمایش یا بعد از آن با استفاده از فراکتوگرافی ‌اندازه‌گیری کرد. آزمایش نمونه‌ها همچنین می‌تواند در داخل اتاقک‌های محیطی انجام شود که در آن دما، رطوبت و محیطی که ممکن است بر سرعت رشد ترک تأثیر بگذارد را می‌توان کنترل کرد. 
به دلیل اندازه و شکل منحصر به فرد مقالات آزمایشی با اندازه کامل، دکل‌های آزمایشی ویژه برای اعمال بار از طریق یک سری محرک‌های هیدرولیکی یا الکتریکی ساخته می‌شوند. هدف محرک‌ها بازتولید بارهای قابل توجهی است که توسط یک سازه تجربه می‌شود، که در مورد هواپیما ممکن است شامل مانور، وزش باد، بوفه و بارگذاری زمین-هوا-زمین (GAG) باشد. یک نمونه معرف یا بلوک بارگذاری به طور مکرر اعمال می‌شود تا زمانی که عمر ایمن سازه نشان داده شود یا خرابی‌هایی رخ دهد که نیاز به تعمیر دارند. ابزار دقیقی مانند لودسل‌ها ، کرنش سنج‌ها و گیج‌های جابجایی بر روی سازه نصب می‌شوند تا اطمینان حاصل شود که بارگذاری صحیح اعمال شده‌است‌. بازرسی‌های دوره‌ای از سازه در اطراف غلظت‌های بحرانی تنش مانند سوراخ‌ها و اتصالات برای تعیین زمان یافتن ترک‌های قابل تشخیص و اطمینان از اینکه هرگونه ترکی رخ می‌دهد، بر سایر نواحی مقاله آزمایشی تأثیر نمی‌گذارد، انجام می‌شود. از آنجایی که نمی‌توان همه بارها را اعمال کرد، هر گونه بارهای سازه‌ای نامتعادل معمولاً از طریق سازه‌های غیر بحرانی مانند زیرانداز به کف آزمایشی واکنش نشان می‌دهند.
استانداردهای شایستگی پرواز معمولاً نیاز به انجام آزمایش خستگی برای هواپیماهای بزرگ قبل از صدور گواهینامه دارند تا عمر ایمن آن‌ها مشخص شود. هواپیماهای کوچک ممکن است ایمنی را از طریق محاسبات نشان دهند، اگرچه معمولاً به دلیل عدم اطمینان بیشتر از عوامل پراکندگی یا ایمنی بزرگتر استفاده می‌شود. 

## تست‌های نمونه

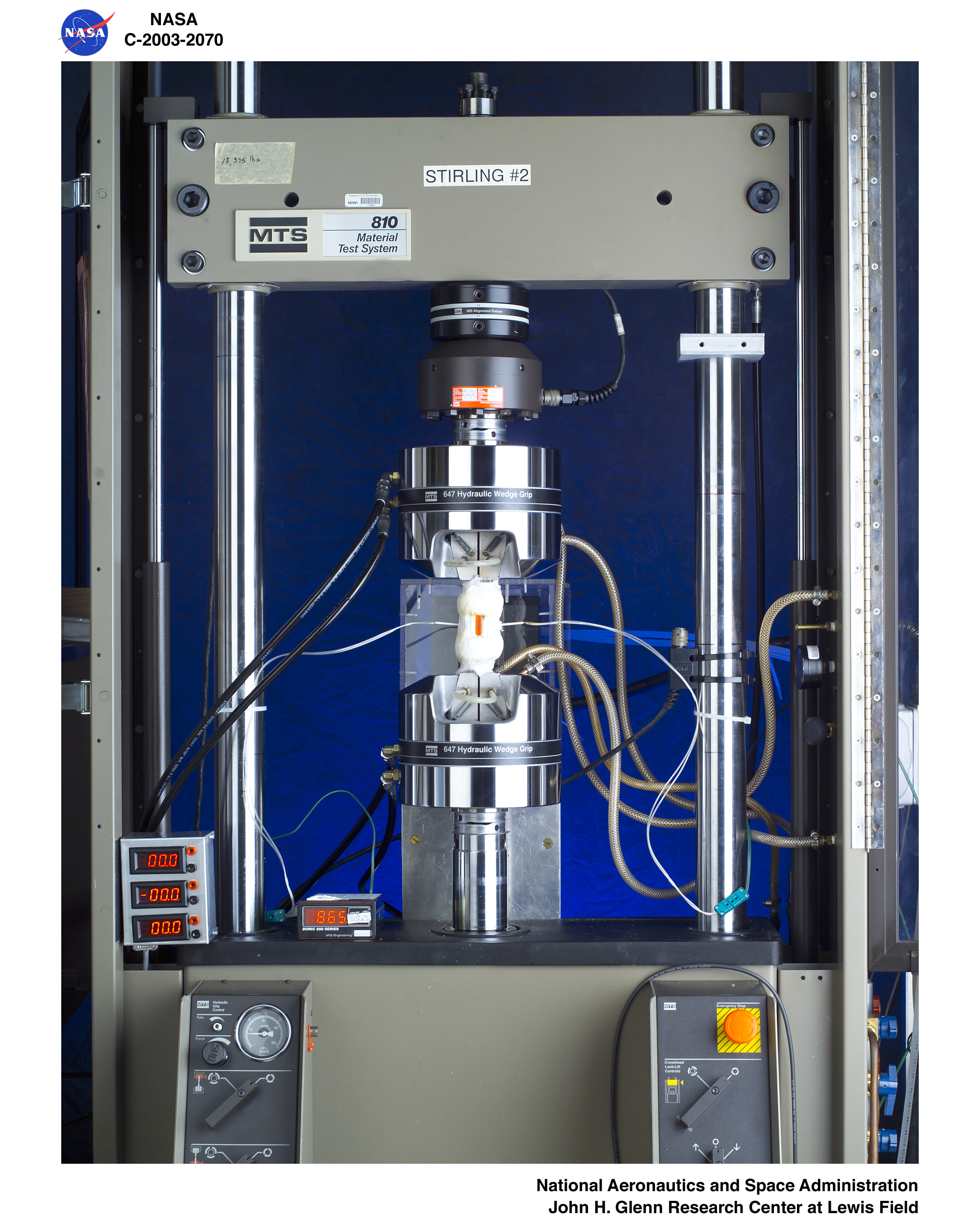
دستگاه تست خستگی MTS-810

از آزمون‌های خستگی برای به دست آوردن داده‌های مواد مانند سرعت رشد ترک خستگی استفاده می‌شود که می‌تواند با معادلات رشد ترک برای پیش بینی عمر خستگی استفاده شود. این آزمایش‌ها معمولاً میزان رشد ترک را در هر چرخه تعیین می‌کنند {\displaystyle da/dN} در مقابل محدوده فاکتور شدت تنش {\displaystyle \Delta K=K_{\max }-K_{\min }} ، که در آن حداقل ضریب شدت تنش {\displaystyle K_{\min }} مربوط به حداقل بار برای {\displaystyle R>0} و برای صفر در نظر گرفته می‌شود {\displaystyle R\leq 0} ، و {\displaystyle R} نسبت استرس است {\displaystyle R=K_{\min }/K_{\max }} . آزمایش‌های استاندارد برای اطمینان از تکرارپذیری و امکان تعیین آسان فاکتور شدت تنش ایجاد شده‌اند، اما می‌توان از اشکال دیگر استفاده کرد، مشروط بر اینکه کوپن به اندازه کافی بزرگ باشد که بیشتر الاستیک باشد. 
شکل نمونه
می‌توان از انواع نمونه‌ها استفاده کرد اما برخی از نمونه‌های رایج عبارتند از: 
- نمونه تنش فشرده (CT). نمونه فشرده از کمترین ماده برای نمونه‌ای که برای ‌اندازه‌گیری رشد ترک استفاده می‌شود استفاده می‌کند. [۵] نمونه‌های کششی فشرده معمولاً از پین‌هایی استفاده می‌کنند که کمی‌ کوچک‌تر از سوراخ‌های نمونه هستند تا بارها را اعمال کنند. اما این روش از اعمال دقیق بارهای نزدیک به صفر جلوگیری می‌کند و بنابراین در مواقعی که نیاز به اعمال بارهای منفی است، نمونه توصیه نمی‌شود.[۶]
- پانل تنش ترک‌خورده مرکزی (CCT). نمونه کشش ترک خورده مرکزی یا کشش میانی از یک ورق یا میله مسطح حاوی دو سوراخ برای اتصال به دستگیره‌ها ساخته شده‌است‌.
- نمونه تنش بریدگی تک لبه (ارسال). [۷] نمونه تک‌لبه یک نسخه دراز از نمونه تنش فشرده است.

### فرمول‌های محدوده شدت تنش

#### نمونه کشش فشرده
{\displaystyle W/20<B<W/4} ضخامت توصیه شده‌است‌.
محدوده شدت استرس {\displaystyle \Delta K} برای نمونه‌های فشرده را می‌توان از بار اعمال شده {\displaystyle P} ، برای یک نمونه عرض {\displaystyle B}  با استفاده از  محاسبه کرد.
{\displaystyle \Delta K={\frac {\Delta P}{B{\sqrt {W}}}}{\frac {(2+\alpha )}{(1-\alpha )^{3/2}}}(0.886+4.64\alpha -13.32\alpha ^{2}+14.72\alpha ^{3}-5.6\alpha ^{4})}
جایی که {\displaystyle \alpha =a/W} و {\displaystyle a} طول ترک  و {\displaystyle W} فاصله بین بار اعمال شده و صفحه پشتی نمونه است. این معادله برای {\displaystyle a/W>0.2} معتبر است.
نمونه کشش ترک‌خورده در مرکز
این نمونه دارای یک ترک مرکزی از طول {\displaystyle 2a} است.
معیار تجربی زیر برای اطمینان از اینکه نمونه به اندازه کافی بزرگ است برای اطمینان از برآورده شدن مکانیک شکست الاستیک خطی استفاده می‌شود 
{\displaystyle W-2a\geq {1.25P_{\max } \over B{\sigma _{\rm {ys}}}}}
جایی که {\displaystyle \sigma _{\rm {ys}}} تنش تسلیم جبران 0.2 درصد و {\displaystyle B} ضخامت نمونه است.
محدوده شدت تنش برای نمونه را می‌توان از  محاسبه کرد.
{\displaystyle \Delta K={\frac {\Delta P}{B}}{\sqrt {{\frac {\pi a}{2W}}\sec {\frac {\pi a}{2}}}}}
نمونه ترک تک‌لبه
این نمونه با یک ترک جانبی طول {\displaystyle a}. حداقل اندازه نمونه با  داده می‌شود.
{\displaystyle W-a\geq {\frac {4}{\pi }}\left({K_{\rm {max}} \over \sigma _{\rm {ys}}}\right)^{2}}
محدوده شدت استرس برای این نمونه  است.
{\displaystyle \Delta K=\left({\frac {\Delta P}{B{\sqrt {W}}}}\right)F}
جایی که  F برابراست با 
{\displaystyle F=\alpha ^{\frac {1}{2}}(1.4+\alpha )(1-\alpha )^{\frac {3}{2}}G}
و  {\displaystyle G} برابر است با 
{\displaystyle G=3.97-10.88\alpha +26.25\alpha ^{2}-38.9\alpha ^{3}+30.15\alpha ^{4}-9.27\alpha ^{5}}
و {\displaystyle \alpha =a/W} . 
ابزار دقیق
ابزار دقیق زیر معمولا برای نظارت بر تست‌های نمونه استفاده می‌شود: 
- کرنش‌سنج‌ها برای نظارت بر میدان‌های بارگذاری یا تنش اعمال شده در اطراف نوک ترک استفاده می‌شوند. آن‌ها ممکن است در زیر مسیر ترک یا در پشت یک نمونه کششی فشرده قرار گیرند. [۱۴]
- برای ‌اندازه‌گیری جابجایی باز شدن نوک ترک در دهانه ترک می‌توان از کشش سنج یا جابجایی سنج استفاده کرد. از این مقدار می‌توان برای تعیین ضریب شدت تنش که با طول ترک تغییر می‌کند استفاده کرد. گیج‌های جابجایی همچنین می‌توانند برای اندازه‌گیری انطباق یک نمونه و موقعیت در طول چرخه بارگیری زمانی که تماس بین وجه‌های ترک مقابل به منظور ‌اندازه‌گیری بسته شدن ترک رخ می‌دهد، استفاده شود.
- بارهای آزمایشی اعمال شده معمولاً روی دستگاه آزمایش با یک لودسل نظارت می‌شوند.
- برای ‌اندازه‌گیری موقعیت نوک ترک می‌توان از میکروسکوپ نوری سیار استفاده کرد.

## تست‌های خستگی در مقیاس کامل

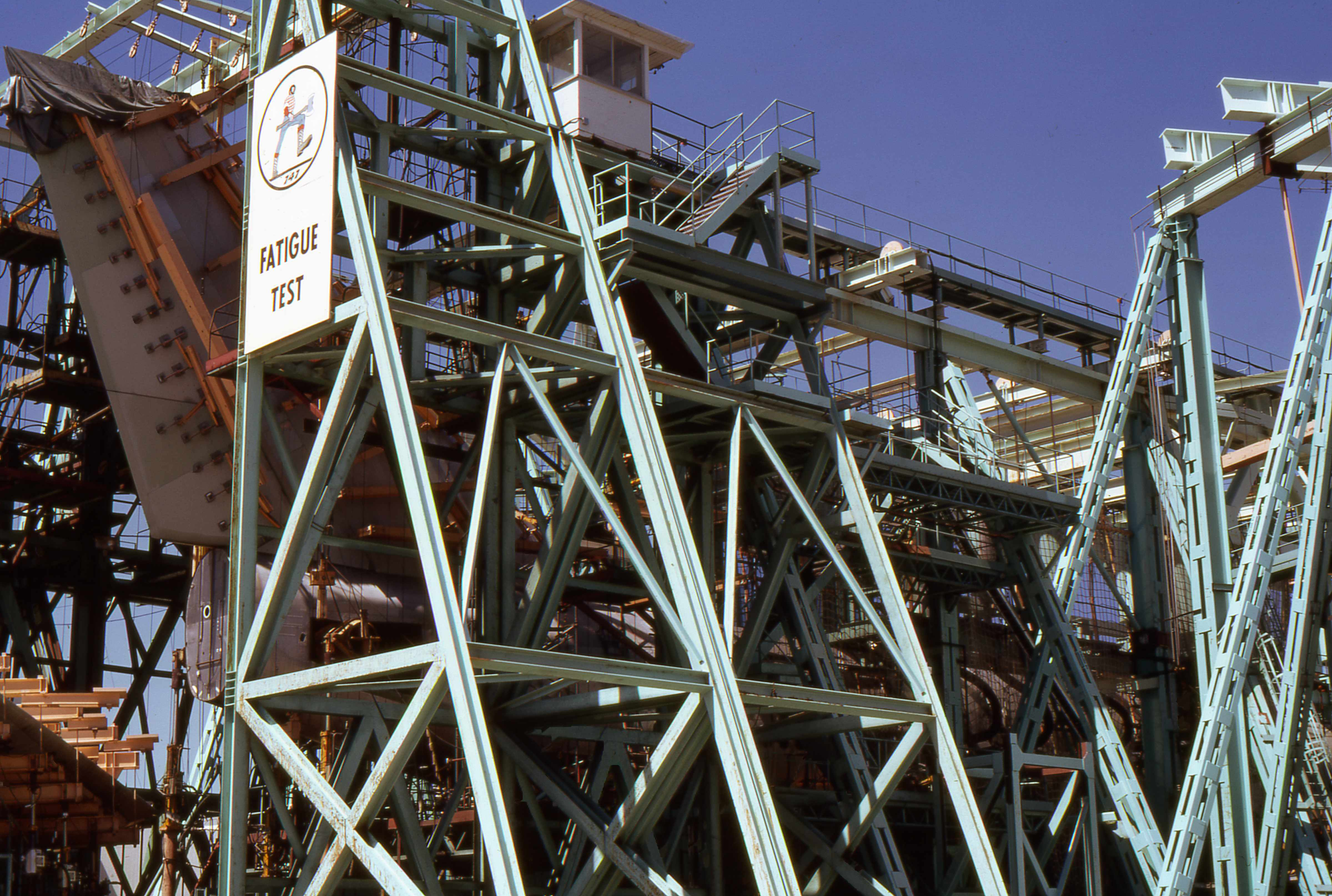
تست خستگی در بوئینگ اورت

آزمایشات در مقیاس کامل ممکن است برای موارد زیر استفاده شوند: 
1. اعتبار برنامه پیشنهادی تعمیر و نگهداری هواپیما.
2. نشان‌دادن ایمنی سازه ای که ممکن است در معرض آسیب خستگی گسترده باشد.
3. داده‌های خستگی ایجاد کنید
4. انتظارات برای شروع ترک و الگوی رشد را تأیید کنید.
5. مکان‌های بحرانی را شناسایی کنید
6. اعتبارسنجی نرم‌افزار مورد استفاده برای طراحی و ساخت هواپیما.

همچنین می‌توان از تست‌های خستگی برای تعیین میزان آسیب خستگی گسترده استفاده کرد. 

### مقاله تست
صدور گواهینامه مستلزم دانستن و محاسبه تاریخچه بار کامل است که توسط یک مقاله آزمایشی تجربه شده‌است‌. استفاده از مقالات آزمایشی که قبلاً برای آزمایش اثبات استاتیکی استفاده شده‌اند، باعث ایجاد مشکلاتی در جاهایی که  اضافه بار اعمال شده‌اند و می‌تواند سرعت رشد ترک‌های خستگی را به تاخیر بیندازد. 
بارهای آزمایشی معمولاً با استفاده از یک سیستم جمع‌آوری داده ثبت می‌شوند که داده‌هایی را از احتمالاً هزاران ورودی از ابزار دقیق نصب شده بر روی مقاله آزمایشی به دست می‌آورد، از جمله: ‌فشارسنج، ‌فشارسنج، لودسل، LVDT  و غیره. 
ترک‌های خستگی معمولاً از مناطق با تنش بالا مانند غلظت تنش یا نقص‌های مواد و ساخت شروع می‌شوند. مهم است که مقاله آزمایشی نماینده همه این ویژگی‌ها باشد. 
ترک‌ها ممکن است از منابع زیر شروع شوند: 
- فرتینگ‌، معمولاً از بارهای دینامیکی تعداد سیکل بالا.
- سوراخ‌هایی که به اشتباه دریل شده اند یا سوراخ‌هایی با اندازه نادرست برای تداخل در اتصال دهنده‌ها قرار می‌گیرند. [۱۵]
- درمان مواد و عیوب مانند اجزاء شکسته. [۱۶]
- غلظت استرس مانند سوراخ‌ها و فیله‌ها.
- خراش، آسیب ضربه.

### توالی بارگذاری
یک بلوک نماینده بارگذاری به طور مکرر اعمال می‌شود تا زمانی که عمر ایمن سازه نشان داده شود یا خرابی‌هایی رخ دهد که نیاز به تعمیر دارند. اندازه دنباله به گونه ای انتخاب می‌شود که حداکثر بارهایی که ممکن است باعث اثرات عقب ماندگی شوند به اندازه کافی اغلب، معمولاً حداقل ده بار در طول آزمایش اعمال شوند، به طوری که هیچ اثر توالی وجود نداشته باشد. 
توالی بارگذاری به طور کلی فیلتر می‌شود تا اعمال چرخه‌های کوچک آسیب‌رسان غیرخستگی را که اعمال آن‌ها خیلی طول می‌کشد، حذف کند. دو نوع فیلتر معمولا استفاده می‌شود: 
1. فیلتر مرده باند چرخه‌های کوچکی را که به طور کامل در محدوده خاصی مانند     +/-3g قرار می‌گیرند حذف می‌کند.
2. فیلتر افزایش و سقوط چرخه‌های کوچکی را که کمتر از محدوده مشخصی مانند 1 گرم هستند حذف می‌کند.

سرعت تست سازه‌های بزرگ معمولاً محدود به چند هرتز است و باید از فرکانس تشدید سازه اجتناب شود. 

### دستگاه تست

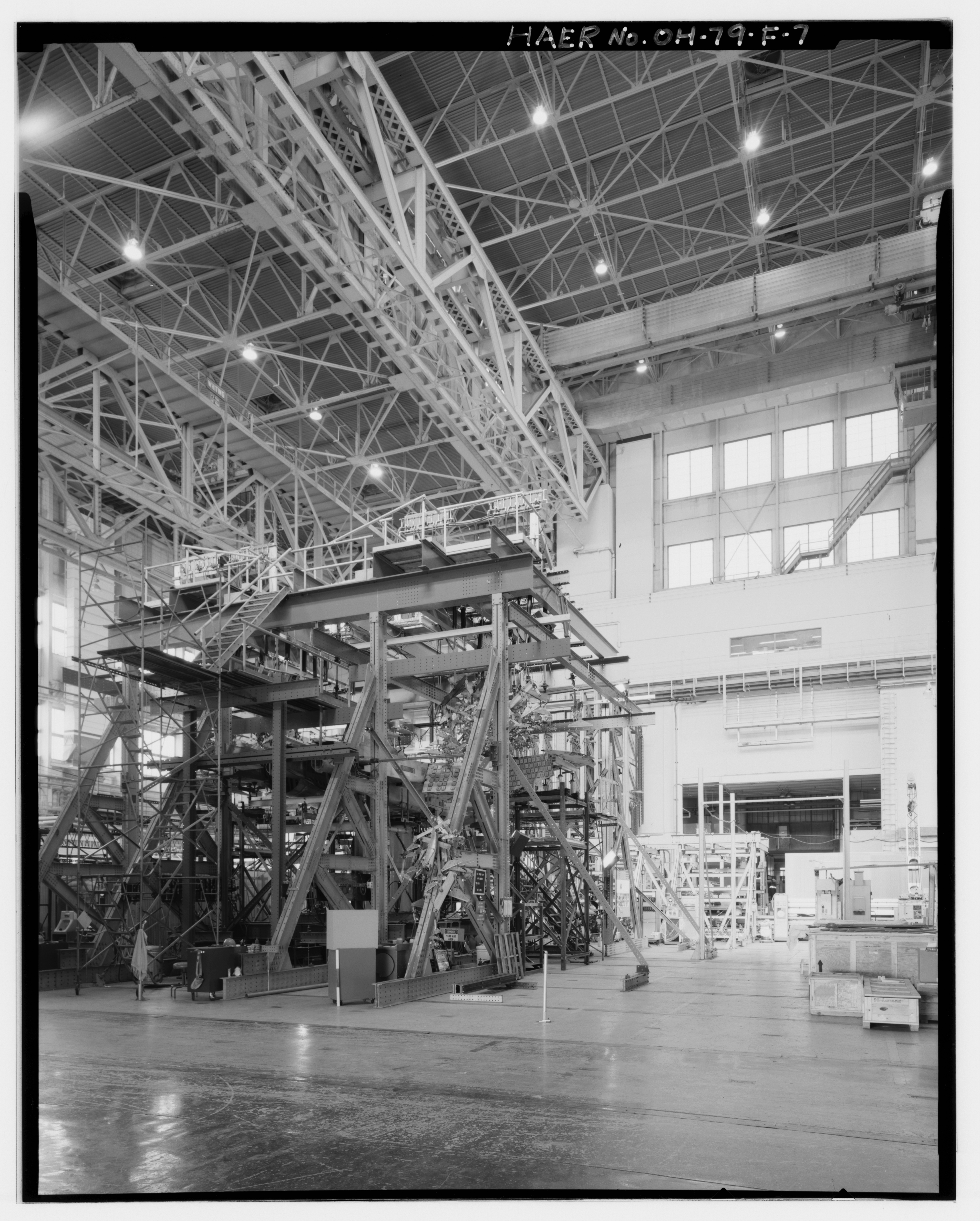
دکل آزمایش خستگی در پایگاه نیروی هوایی رایت-پترسون

تمام اجزایی که بخشی از دستگاه آزمایشی یا ابزار دقیق نیستند، دستگاه تست نامیده می‌شوند. اجزای زیر معمولاً در تست‌های خستگی در مقیاس کامل یافت می‌شوند: 
- ویفلتریز . به منظور اعمال بارهای صحیح به قسمت‌های مختلف سازه، مکانیزمی‌به نام whiffletree برای توزیع بارها از یک محرک بارگذاری به مقاله آزمایشی استفاده می‌شود. بارهای اعمال شده به یک نقطه مرکزی از طریق یک سری تیرهای متصل به هم متصل می‌شوند تا بارهای شناخته شده را در اتصالات انتهایی ایجاد کنند. هر اتصال انتهایی معمولاً به یک پد متصل می‌شود که به ساختاری مانند بال هواپیما متصل می‌شود. معمولاً صدها لنت برای بازتولید بارهای آیرودینامیکی و اینرسی که روی بال دیده می‌شود اعمال می‌شود. از آنجایی که ویفلتر از اتصالات کششی تشکیل شده‌است‌، آن‌ها‌ قادر به اعمال بارهای فشاری نیستند و بنابراین، ویلترهای مستقل معمولاً در دو طرف بالا و پایین تست‌های خستگی بال استفاده می‌شوند.
- محرک‌های هیدرولیک، الکترومغناطیسی یا پنوماتیکی برای اعمال بار بر روی سازه، چه به‌طور مستقیم و چه از طریق استفاده از تیغه برای توزیع بارها استفاده می‌شود. یک لودسل در راستای محرک قرار می‌گیرد و توسط کنترل کننده بار برای کنترل بارهای وارده به محرک استفاده می‌شود. هنگامی‌ که بسیاری از محرک‌ها در یک ساختار آزمایشی انعطاف پذیر استفاده می‌شوند، ممکن است بین محرک‌های مختلف تعامل متقابل وجود داشته باشد. کنترل‌کننده بار باید اطمینان حاصل کند که چرخه‌های بارگذاری کاذب در نتیجه این تعامل روی سازه اعمال نمی‌شود.
- محدودیت‌های واکنش بسیاری از بارها مانند نیروهای آیرودینامیکی و داخلی توسط نیروهای داخلی که در طول آزمایش خستگی وجود ندارند، دوباره وارد عمل می‌شوند. از این‌ رو، بارها به خارج از سازه در نقاط غیر بحرانی مانند زیرشاخه یا از طریق مهارهای روی بدنه واکنش نشان می‌دهند.
- از ترانسفورماتور دیفرانسیل متغیر خطی می‌توان برای ‌اندازه‌گیری جابجایی مکآن‌ها‌ی بحرانی سازه استفاده کرد. از محدودیت‌های این جابه‌جایی‌ها می‌توان برای سیگنال‌دهی زمانی که یک سازه شکست خورده و برای خاموش کردن خودکار آزمایش استفاده کرد.
- ساختار غیر نمایندگی برخی از ساختارهای آزمایشی ممکن است گران یا در دسترس نباشند و معمولاً در ساختار آزمایشی با ساختاری معادل جایگزین می‌شوند. ساختاری که نزدیک به نقاط اتصال محرک است ممکن است بار غیرواقعی ببیند که این مناطق را غیرنماینده می‌کند.

### ابزار دقیق
ابزار دقیق زیر معمولا در تست خستگی استفاده می‌شود: 
- ‌فشارسنج
- شتاب سنج‌ها
- جابجایی سنج‌ها
- لودسل‌ها
- سنسور ترک
- سنسورهای نظارت بر سلامت سازه

نصب هر گونه ‌فشارسنج بر روی مقاله آزمایشی که برای نظارت بر هواپیماهای ناوگان نیز استفاده می‌شود، مهم است. این اجازه می‌دهد تا همان محاسبات آسیب را روی مقاله آزمایشی انجام شود که برای ردیابی عمر خستگی هواپیماهای ناوگان استفاده می‌شود. این راه اصلی برای اطمینان از اینکه هواپیماهای ناوگان از عمر ایمن تعیین شده از آزمایش خستگی تجاوز نمی‌کنند است. 

### بازرسی‌ها
بازرسی جزء آزمون خستگی را تشکیل می‌دهد. دانستن زمان وقوع یک ترک قابل تشخیص برای تعیین عمر تایید شده هر جزء علاوه بر به حداقل رساندن آسیب به سازه اطراف و ایجاد تعمیراتی که کمترین تأثیر را بر گواهی سازه مجاور دارد، مهم است. بازرسی‌های غیرمخرب ممکن است در طول آزمایش انجام شود و آزمایش‌های مخرب ممکن است در پایان آزمایش مورد استفاده قرار گیرد تا اطمینان حاصل شود که سازه ظرفیت تحمل بار خود را حفظ می‌کند. 

### گواهینامه
تفسیر و صدور گواهینامه آزمون شامل استفاده از نتایج آزمون خستگی برای توجیه عمر و عملکرد ایمن یک آیتم است.  هدف از صدور گواهینامه این است که اطمینان حاصل شود که احتمال خرابی در سرویس به طور قابل قبولی کم است. ممکن است لازم باشد عوامل زیر در نظر گرفته شوند: 
- تعداد تست‌ها
- تقارن ساختار آزمایش و بارگذاری اعمال شده
- نصب و  تایید تعمیرات
- عوامل پراکنده
- تنوع مواد و فرآیند تولید
- محیط
- انتقادی بودن

استانداردهای پروازی معمولاً ایجاب می‌کند که هواپیما حتی با ساختار تخریب شده به دلیل وجود ترک ناشی از خستگی، ایمن بماند. [13]

### تست‌های خستگی قابل توجه
- تست‌های بارگیری ضد سرد F-111 . این آزمایش‌ها شامل اعمال بارهای محدود استاتیک برای هواپیماهایی بود که برای کاهش اندازه شکستگی سرد شده بودند. گذراندن آزمون به این معنی است که هیچ ترک خستگی بزرگی وجود ندارد. هنگامی‌که ترک‌ها وجود داشت، بال‌ها به طرز فاجعه باری شکست خوردند. [۲۰]
- برنامه آزمایش خستگی ساختاری دنباله‌دار بین‌المللی (IFOSTP) یک سرمایه‌گذاری مشترک بین استرالیا، کانادا و ایالات متحده برای آزمایش خستگی F/A-18 Hornet بود. آزمایش استرالیا شامل استفاده از شیکرهای الکترودینامیکی و کیسه‌های هوای پنوماتیک برای شبیه‌سازی بارهای بوفه حمله با زاویه بالا بر روی ورودی بود. [۲۱][۲۲]
- دنباله‌دار د‌هاویلند متحمل یک سری شکست‌های فاجعه‌بار شد که در نهایت علیرغم آزمایش خستگی ثابت شد که باعث خستگی می‌شود.
- تست خستگی بر روی 110 مجموعه بال موستانگ برای تعیین پراکندگی در عمر خستگی انجام شد. [۲۳]
- رمان بدون بزرگراه و فیلم بدون بزرگراه در آسمان درباره آزمایش خستگی خیالی بدنه یک هواپیمای مسافربری بود.
- همچنین از تست‌های خستگی برای رشد ترک‌های خستگی که خیلی کوچک هستند، استفاده شده‌است‌. [۲۴]

منابع:  
1. ↑  "Online Test Bank". Enterprise Certification Study Guide. 2020-04-20. doi:10.1002/9781119658795.badvert.
2. ↑  High-Rate Test Systems" (PDF). MTS. Retrieved 26 June 2019.
3. ↑  Tankesley, Earsa L. (1984-10-01). "FAA Views on Commuter Category Airplane Airworthiness Standards". SAE Technical Paper Series. 400 Commonwealth Drive, Warrendale, PA, United States: SAE International. doi:10.4271/841446.{{cite journal}}:  نگهداری CS1: موقعیت (link)
4. ↑  Test Method for Measurement of Fatigue Crack Growth Rates, ASTM International, 2012, retrieved 2023-01-26
5. ↑  Test Method for Measurement of Fatigue Crack Growth Rates, ASTM International, 2012, retrieved 2023-01-26
6. ↑  Test Method for Measurement of Fatigue Crack Growth Rates, ASTM International, 2012, retrieved 2023-01-26
7. ↑  "Single Edge Notch Tension Testing". NIST. Retrieved 26 June 2019.
8. ↑  Test Method for Measurement of Fatigue Crack Growth Rates, ASTM International, 2012, retrieved 2023-01-26
9. ↑  Test Method for Measurement of Fatigue Crack Growth Rates, ASTM International, 2012, retrieved 2023-01-26
10. ↑  Test Method for Measurement of Fatigue Crack Growth Rates, ASTM International, 2012, retrieved 2023-01-26
11. ↑  Test Method for Measurement of Fatigue Crack Growth Rates, ASTM International, 2012, retrieved 2023-01-26
12. ↑  Test Method for Measurement of Fatigue Crack Growth Rates, ASTM International, 2012, retrieved 2023-01-26
13. ↑  Test Method for Measurement of Fatigue Crack Growth Rates, ASTM International, 2012, retrieved 2023-01-26
14. ↑  Newman, J. C.; Yamada, Y.; James, M. A. (2011). "Back-face strain compliance relation for compact specimens for wide range in crack lengths". Engineering Fracture Mechanics. 78 (15): 2707–2711.
15. ↑  YOST, J. (1986-08-17). "Correction factors for miner's fatigue damage equation derived from C-130 fleet aircraft fatigue cracks". Aircraft  Systems, Design and Technology Meeting. Reston, Virigina: American Institute of Aeronautics and Astronautics. doi:10.2514/6.1986-2684.
16. ↑  Redmond, Gerard. "From 'Safe Life' to Fracture Mechanics - F111 Aircraft Cold Temperature Proof Testing at RAAF Amberley". Retrieved 17 April 2019.
17. ↑  Design and Airworthiness Requirements for Service Aircraft (Report). United Kingdom, Ministry of Defence. 1982.
18. ↑  Molent, L. (2005). The History of Structural Fatigue Testing at Fishermans Bend Australia (PDF). Archived (PDF) from the original on June 26, 2019. Retrieved 26 June 2019.
19. ↑  Design and Airworthiness Requirements for Service Aircraft. United Kingdom, Ministry of Defence. 1982.
20. ↑  Tankesley, Earsa L. (1984-10-01). "FAA Views on Commuter Category Airplane Airworthiness Standards". SAE Technical Paper Series. 400 Commonwealth Drive, Warrendale, PA, United States: SAE International. doi:10.4271/841446.{{cite journal}}:  نگهداری CS1: موقعیت (link)
21. ↑  "Vibration fatigue test of the F/A-18 empennage". Defence Science and Technology Group. Retrieved 26 June 2019.
22. ↑  Simpson, D.L.; Landry, N.; Roussel, J.; Molent, L.; Schmidt, N. "The Canadian and Australian F/A-18 International Follow-On Structural Test Project" (PDF). Retrieved 26 June 2019.
23. ↑  Molent, L. (2005). The History of Structural Fatigue Testing at Fishermans Bend Australia (PDF). Archived (PDF) from the original on June 26, 2019. Retrieved 26 June 2019.
24. ↑  Molent, L.; Dixon, B.; Barter, S.; White, P.; Mills, T.; Maxfield, K.; Swanton, G.; Main, B. (2009). "Enhanced Teardown of Ex-Service F/A-18A/B/C/D Centre Fuselages". 25th ICAF Symposium – Rotterdam, 27–29 May 2009.